# 世界マラリアデー
世界マラリアデーとは、毎年4月25日に定められたマラリア対策推進のための国際デーである。2015年はアフリカを中心に91の国と地域でマラリアが流行し、感染者は推定で2億1200万人、死亡者数は43万人に上った。
世界マラリアデーは全世界で行われているマラリア制御に向けた努力を互いに認識する機会として、2007年5月、世界保健機関(WHO)によって制定された。WHOによる8つの健康関連の国際デーの一つであり、他に世界保健デー、世界献血者デー、世界予防接種週間、世界結核デー、世界禁煙デー、世界肝炎デー、世界エイズデーがある。

## 歴史
世界マラリアデーは2007年5月、WHOの最高意思決定機関である世界保健総会の60回目の会議で制定された。
世界マラリアデーの制定前、2001年より、アフリカマラリアデーがあった。これは歴史的なアブジャ宣言が44のマラリア流行国によりロールバックマラリアのアフリカサミットで採択された１年後に始まったものである。

## テーマ
世界マラリアデーには、毎年、特定のテーマがある。
- 2024年:「マラリアとの戦いを加速させる、より公平な世界のために」[8]
- 2023年:「ゼロマラリアを届ける時：投資、革新、実行」[9]
- 2022年:「マラリアによる疾病負荷を軽減し、命を救うためにイノベーションを活用する」[10]
- 2019年:「ゼロマラリアは私から始まる[11]」
- 2018年:「マラリアに打ち勝つための準備[12]」
- 2016年 - 2017年:"End Malaria For Good[13][14]"
- 2013年 - 2015年"Invest in the future: defeat malaria[15][16][17]"